# گانتر استفان
گانتر استفان (انگلیسی: Günter Stephan; ۸ اکتبر ۱۹۱۲ – ۱۵ آوریل ۱۹۹۵) بازیکن فوتبال اهل آلمان بود.
از باشگاه‌هایی که در آن بازی کرده‌است می‌توان به اشاره کرد.
وی همچنین در تیم ملی فوتبال آلمان بازی کرده‌است.